# كال بيترسن
كال بيترسن (بالإنجليزية: Cal Petersen)‏ هو لاعب هوكي الجليد أمريكي، ولد في 19 أكتوبر 1994 في واترلو في الولايات المتحدة.

## وصلات خارجية
- كال بيترسن على موقع دوري الهوكي الوطني (الإنجليزية)
- كال بيترسن على موقع إي إس بي إن.كوم (أن.إتش.أل) (الإنجليزية)
- كال بيترسن على موقع الدوري الأمريكي لهوكي الجليد (الإنجليزية)
- كال بيترسن على موقع EliteProspects.com (الإنجليزية)
- كال بيترسن على موقع HockeyDB.com (الإنجليزية)
- كال بيترسن على موقع Hockey-Reference.com (الإنجليزية)